# Howie Meeker
Howard William "Howie" Meeker, kanadski hokejist, * 4. november 1923, Kitchener, Ontario, Kanada, † 8. november 2020, Nanaimo, Britanska Kolumbija, Kanada.
Igral je na položaju desnega krilnega napadalca v ligi NHL. Kasneje je postal znan kot televizijski komentator in tudi kot poslanec. 

## Življenje

### Igralska, trenerska in direktorska kariera
V mladinski kategoriji je igral za mladinsko A moštvo Stratford Kroehlers in mladinsko B moštvo Kitchener Greenshirts. 
Meeker je izpustil sezoni 1943 in 1944, ker je služil v kanadski vojski med drugo svetovno vojno. Po vojni se je vrnil in se pridružil NHL moštvu Toronto Maple Leafs. V svoji prvi sezoni 1946/47 je postal novinec leta in osvojil nagrado Calder Memorial Trophy. Prva sezona je bila zanj izjemna tudi zato, ker je ponovil rekord lige - 5 zadetkov na eni tekmi kot novinec. To mu je uspelo 8. januarja 1947 proti moštvu Chicago Black Hawks. V karieri se je udeležil treh Tekem zvezd. V ligi NHL je zbral 346 nastopov in osvojil 4 Stanleyjeve pokale - v letih 1947, 1948, 1949 in 1951, vse s Torontom. V moštvu Toronto Maple Leafs je deloval tudi kot trener, saj je 11. aprila 1956 zamenjal Kinga Clancyja. Kot trener mu je uspel niz 21–34–15. Leta 1957 je napredoval do mesta generalnega direktorja, a so ga odpustili še pred sezono 1957/58. 

#### Pregled kariere
Odebeljeno - reprezentančni nastopi, glej tudi Statistika pri hokeju na ledu.
| Moštvo                | Liga     | Sezona |    | Redni del | Redni del | Redni del | Redni del | Redni del | Redni del |   | Končnica | Končnica | Končnica | Končnica | Končnica | Končnica |
| --------------------- | -------- | ------ | -- | --------- | --------- | --------- | --------- | --------- | --------- | - | -------- | -------- | -------- | -------- | -------- | -------- |
| Moštvo                | Liga     | Sezona | OT | G         | P         | T         | +/-       | KM        | OT        | G | P        | T        | +/-      | KM       |          |          |
| New Hamburg Hahns     | Minor-ON | 39/40  |    |           |           |           |           |           |           |   |          |          |          |          |          |          |
| Kitchener Greenshirts | OHA-B    | 40/41  |    | 9         | 13        | 10        | 23        |           | 2         |   | 4        | 4        | 2        | 6        |          | 0        |
| Stratford Kist        | M-Cup    | 41/42  |    | 9         | 13        | 1         | 14        |           | 2         |   |          |          |          |          |          |          |
| Stratford Kroehlers   | OHA-Ml.  | 42/43  |    | 6         | 6         | 4         | 10        |           | 4         |   | 2        | 0        | 1        | 1        |          | 0        |
| Brantford Lions       | OHA-Ml.  | 42/43  |    |           |           |           |           |           |           |   | 2        | 0        | 1        | 1        |          | 4        |
|                       |          |        |    |           |           |           |           |           |           |   |          |          |          |          |          |          |
| Toronto Maple Leafs   | NHL      | 46/47  |    | 55        | 27        | 18        | 45        |           | 76        |   | 11       | 3        | 3        | 6        |          | 6        |
| Toronto Maple Leafs   | NHL      | 47/48  |    | 58        | 14        | 20        | 34        |           | 62        |   | 9        | 2        | 4        | 6        |          | 15       |
| Toronto Maple Leafs   | NHL      | 48/49  |    | 30        | 7         | 7         | 14        |           | 56        |   |          |          |          |          |          |          |
| Toronto Maple Leafs   | NHL      | 49/50  |    | 70        | 18        | 22        | 40        |           | 35        |   | 7        | 0        | 1        | 1        |          | 4        |
| Toronto Maple Leafs   | NHL      | 50/51  |    | 49        | 6         | 14        | 20        |           | 24        |   | 11       | 1        | 1        | 2        |          | 14       |
| Toronto Maple Leafs   | NHL      | 51/52  |    | 54        | 9         | 14        | 23        |           | 50        |   | 4        | 0        | 0        | 0        |          | 11       |
| Toronto Maple Leafs   | NHL      | 52/53  |    | 25        | 1         | 7         | 8         |           | 26        |   |          |          |          |          |          |          |
| Toronto Maple Leafs   | NHL      | 53/54  |    | 5         | 1         | 0         | 1         |           | 0         |   |          |          |          |          |          |          |
| Pittsburgh Hornets    | AHL      | 54/55  |    | 2         | 0         | 0         | 0         |           | 2         |   |          |          |          |          |          |          |
| Skupaj                |          |        |    | 56        | 22        | 17        | 39        | +2        | 42        |   | 10       | 5        | 4        | 9        |          | 4        |

### Politična kariera
Meeker je dve leti deloval kot poslanec, v času njegovega igranja za Maple Leafse. Junija 1951 je zmagal na zveznih volitvah v Ontariu. Kanadskih zveznih volitev leta 1953 se ni udeležil.

### Hokejske šole
Kasneje je vodil hokejske šole v obliki poletnih kampov po Kanadi in ZDA. Tedenske televizijske oddaje, osnovane na teh kampih, z naslovom Howie Meeker's Hockey School (Hokejska šola Howieja Meekerja) so se predvajale od 1973 do 1977 na televiziji CBC. Oddaje so ustvarjali v kraju St. John's, Nova Fundlandija. Prikazovala je mlade dečke, ki so se učili osnov igre: drsanja, kontrole ploščka in podajanja. Meekerjev trud se je opiral na njegovo osebno mišljenje, da športu manjka dobro vodenje mladinskih kategorij. Začutil je, da se športa ne uči primerno, zato je svoje sporočilo uperil na trenerje po vsej Kanadi. Vsega skupaj je serija obsegala 107 petnajstminutnih epizod. Režiral jo je Ron Harrison in/ali John Spaulding, predvajali pa so jo tedensko med hokejskimi sezonami. 

### Komentator
V 70. in 80. letih je Meeker postal znan novi generaciji hokejskih navdušencev kot cvileči strokovni komentator oddaje Hockey Night in Canada. Tekme je analiziral bolj v globino kot komentatorji pred njim, saj je uporabljal telestrator, s katerim je dokazoval svoje ugotovitve. Delal je tudi za televizijsko hišo BCTV, zanje je komentiral oddaje o Vancouver Canucksih. Ko je televizijska hiša TSN odkupila pravice NHL prenosov leta 1987, se jim je Meeker pridružil. Pri njih je ostal do upokojitve leta 1998. 
Leta 1998 je prejel nagrado Foster Hewitt Award za "Odličnost hokejskih prenosov". Istega leta je bil tudi sprejet v Hokejski hram slavnih lige NHL. 

### Osebno življenje
Prebival je v Parksvillu. 